# Contra: Hard Corps
Contra: Hard Corps (в PAL-регіоні та Північноамериканському регіоні — Probotector, в Японії — Contra: The Hard Corps) — відеогра жанру «біжи і стріляй», випущена Konami для приставки Sega Mega Drive в 1994 році. Шоста гра в серії Contra.
У Contra: Hard Corps, на відміну від попередніх частин, всі рівні мають вигляд збоку, за винятком однієї сцени. Проходження стало нелінійним, з можливостями вибору куди йти далі на деяких рівнях, і 6-ма закінченнями.
Персонажі Hard Corps раніше не з'являлися в серії. В грі доступні 4 персонажа, серед яких вперше в серії жінка.

## Ігровий процес

Приклад ігрового процесу

Гравець вибирає персонажа і переміщає його по рівнях, знищуючи супротивників. За перші 2000 очок дається додаткове життя і ще по одному життю за кожні наступні 6000 очок. Втративши всі життя, можна використати продовження і грати далі, але лічильники очок і бомб обнуляться. Наприкінці рівня гравця чекає бос. Іноді трапляються мідбоси — проміжні боси в середині рівня. Між рівнями відбувається пояснення завдання, супроводжуване показом картинок; також діалоги присутні і всередині рівнів — зазвичай у вигляді розмов з босами. На відміну від попередніх ігор серії, задні плани добре промальовані та інколи анімовані. Так, на першому рівні спочатку видно просування зламаного робота містом, а потім він нападає на ігрового персонажа.
Зброя в Contra Hard Corps більш різноманітна, ніж в попередніх частинах. Кожен герой має свій власний набір озброєння. Позначається вона першими літерами латинського алфавіту: A, B, C, D. Додатково можна підібрати бомбу, а пізніше застосувати її — при цьому всім противникам на екрані завдаються великі ушкодження. Кожна зброя має два режими стрільби. Кожен персонаж починає гру з єдиною зброєю, кулеметом, для якого можна підібрати поліпшення, збивши літаючі контейнери.
Також у цій грі з'явився важливий елемент — підкат. Під час виконання підкату персонаж стає повністю невразливим. Багато атак опонентів і босів можливо уникнути тільки підкатом.
У грі є артилерійський режим стрільби, який активується натисканням кнопок А + В, X, Y або Z (6-кнопочна конфігурація). У артилерійському режимі герой не може йти і стріляти одночасно. Цей режим потрібний, щоб стояти і стріляти вертикально вниз (замість того, щоб лежати і стріляти вперед), а також стріляти по діагоналі, стоячи на місці.

## Персонажі

### Ігрові персонажі
У грі є чотири ігрових персонажа. Вони розрізняються деякими характеристиками, наприклад, озброєнням:
- Рей Павард (англ. Ray Poward) — звичайний боєць «Hard Corps». Його набір зброї: Vulcan Laser, Crash, Spread, Homing Missiles.
- Шина Етранзі (англ. Sheena Etranzi) — бойова подруга Рея. Зброя: Genocide Vulcan, Shower Crash, Break Laser, Ax Laser.
- Бред Фенг (англ. Brad Fang) — прямоходячий вовк з металевими руками, на одній з яких під час ігрового процесу насаджена гармата. Має найпотужнішу, але найповільнішу зброю. Не має самонавідної зброї. Зброя: Beast Shooter, Power Punch, Flame Thrower, Psychic Blaster.
- Брауні (англ. Browny) — невисокий робот, якому завдяки зросту часом не потрібно присідати, щоб уникати пострілів, на відміну від інших персонажів. Має подвійний стрибок, систему плавного зниження, а також краще озброєння. Зброя: Victory Laser, Gemini Scatter, Electromagnetic Yo Yo, Shield Chaser.

### Неігрові персонажі
- Командор Дойл (англ. Commander Doyle) — глава підрозділу «Hard Corps». Саме він дає завдання підрозділу на початку гри, а також в заставках між місіями.
- Полковник Бахамут (англ. Colonel Bahamut) — герой війни з іншопланетянами, з ганьбою відправлений у відставку після невдалого державного перевороту два роки тому. Викрадає ішопланетні клітини, що володіють мутагенною дію, з метою повалення чинної влади.
- Одноокий Джо (англ. Deadeye Joe) — божевільний кібернетичний найманець, найнятий Бахамутом для того щоб затримати підрозділ «Hard Corps».
- Нойман Каскад (англ. Noiman Cascade) — геніальний хакер, що працює на полковника Бахамута. Саме він ініціював повстання роботів на початку гри.
- Доктор Гео Мандрейк англ. (Dr. Geo Mandrake) — провідний учений, що працював з клітинами іншопланетян до того як вони були вкрадені. Перейшов на бік Бахамута за можливість проводити експерименти.
- Пілот повітряної поліції
- Загадковий чоловік в капелюсі

## Сюжет

### Основні події
Сюжет гри відбувається в 2641, через 5 років після подій Contra III: The Alien Wars. Командор Дойл доповідає, що невідомий хакер зламав робота, який напав на місто, і посилає вибраного гравцем героя нейтралізувати його.
Герой зустрічає та перемагає в місті ворожих роботів і найбільшого з них, про якого і казав Командор. Він здогадується, що робот насправді був пілотований і в цей момент з'являється й пілот — Одноокий Джо, який після короткої битви провокує погнатися за ним. Якщо гравець піддасться на провокацію, йому доведеться переслідувати Джо на літаючому мотоциклі. Наприкінці рівня Джо відкриє, що був лише приманкою, в той час як терористи атакують науковий центр. Після цих слів Джо підриває себе.
Пішовши на порятунок лабораторії, гравець переслідується терористами, але встигає прибути вчасно. Терористи намагаються вкрасти клітини прибульців, добуті 5 років тому. Це вдається їм, а героєві доводиться битися з підконтрольним терористам роботом.
Через три дні командування знаходить хакера Неймана Каскада, який стоїть за нападом роботів. Герой знаходить хакера в бункері за сміттєзвалищем, але той поміщає героя у віртуальну реальність, де Нейман набуває різних форм, але врешті зазнає поразки і зізнається, що працював на полковника Бахамута, який ховається в джунглях.
В джунглях герой натикається на агресивних мутантів біля бази Бахамута і б'ється з Джо (або безпілотним роботом, якщо Джо раніше підірвав себе). Там він потрапляє у засідку. Поряд з Бахамутом стоїть і професор, який перейшов на його бік. Герой має вибір: здатися професору чи битися з ним. Вибравши битись, герой опиняється піддослідним професора, який тестує свою машину для схрещування різних істот. Герой перемагає створених ним чудовиськ одне за одним, поки одне не зжерає самого професора. Якщо раніше було вибрано погнатися за Джо, прибігає солдат і повідомляє, що клітини прибульців вирвалися на свободу. (Закінчення 1).
Якщо герой здасться, перед тим переслідувавши Джо, згодом Бахамут по відеозв'язку говорить, що переніс всі важливі функції на космічну станцію, а базу підриває. Герой тікає від вибуху до космічного ліфта, яким піднімається на станцію, попутно перемагаючи професора. Тим часом Бахамут починає обстрілювати планету з космосу. (Закінчення 2).
В разі коли герой рятував лабораторію і здався професору, його перевозять на поїзді. Раптом до поїзда вривається Джо і дає героєві зброю, щоб той знищив Бахамута, якого Джо вже не може терпіти, але не в силах вбити. Бахамут вбиває Джо, а професора перетворює на чудовисько «за шкоду від експериментів». Сам Бахамут вводить собі клітини прибульців і стає могутньою істотою. (Закінчення 4).
Якщо герой рятував лабораторію і бився з професором, він вибирається з бази і за якийсь час іде штурмувати штаб-квартиру терористів. Там він зустрічає Бахамута, який пропонує такому видатному бійцеві приєднатися до нього. (Закінчення 3 або 5).

### Закінчення
Всього в грі шість закінчень з різним набором рівнів і різними босами в кінці кожного:
1. Лігво Прибульця. Фінальний бос — Серце Прибульця. Коли персонаж гравця вибігає на поверхню, полковник Бахамут тікає на вертольоті, обіцяючи, що наступного разу все буде інакше. Умови: вирушити в погоню за Однооким Джо, битися з професором.
2. Космічна станція. Фінальний бос — керований Бахамутом Супермозок. Герой гине при падінні станції, але рятує світ. Умови: вирушити в погоню за Джо, здатися професору.
3. Ракета. Фінальний бос — інопланетний мутант, який виривається з ракети. Персонаж гравця переслідує його на меншій ракеті, перемагає мутанта і знищує ракету. Його ловить в повітрі транспорт повітряної поліції. Умови: вирушити на допомогу в Науковий центр, битися з Професором, битися з Бахамутом.
4. База Бахамута. Бахамут вводить собі клітини Прибульця і перетворюється в могутнього мутанта, який швидко розвивається, але гине в бою. Умови: вирушити на допомогу в Науковий центр, здатися професору.
5. Рівень перед ракетою. Герої стають на бік Бахамута й разом захоплюють світ. Бахамут стає найбільшим тираном в історії. Умови: вирушити на допомогу в Науковий центр, битися з професором, прийняти пропозицію Бахамута.
6. Арена. Гумористичний фінал, де герої, прийнявши пропозицію людини в капелюсі, повинні перемогти трьох чудовиськ. Здобувши перемогу, вони переміщаються на мільйони років в минуле, де стають правителями доісторичних мавп. Умови: на третьому рівні залізти на стіну і прийняти пропозицію людини в капелюсі.

## Версії гри
У Європі гра називалася Probotector. У ній двоє лише протагоністів, яких зображено роботами: RD-008 і RC-011. Роботом також зробили Командувача Дойла, який віддавав накази перед першими рівнями і інших «живих» персонажів. Ігровий процес залишився без змін, за винятком того, що в європейській версії давалося всього 4 продовження, замість 5 в американській версії.
Деякі ролики також були змінені. Наприклад, на першому рівні ігровий персонаж не вимовляє фразу про те, що бос-робот не є безпілотним. Також було прибране закінчення, в якому можна було перейти на сторону Бахамута і разом правити світом.
Японська версія гри мала назву Contra: The Hard Corps. На відміну від американської версії, вона була помітно легшою в проходженні. Гравець мав три поділки здоров'я в кожному з трьох життів і нескінченні продовження замість п'яти.

## Приквел
В 2011 році Arc System Works випустила приквел Hard Corps: Uprising. Її події відбуваються в 2613, а серед головних персонажів є молодий полковник Бахамут, який зі своїми соратниками бореться проти деспотичної влади.